# AquaNox 2: Revelation
AquaNox 2 est un jeu de combat sous-marin de la série AquaNox, édité par Massive Development et édité par JoWood Productions. Sorti en 2003 sur PC, il utilise une version améliorée du KRASS engine, capable de mieux gérer les effets de particules et les explosions. Une adaptation PlayStation 2 aurait dû voir le jour deux ans plus tard, mais la sortie fut annulée à la suite de la dissolution du studio de développement Massive Development.
Contrairement aux précédents volets, celui-ci se déroule autour de William Drake, le dernier descendant d'une vieille famille aristocratique. Bien que les évènements se déroulent à la même époque que ceux d'AquaNox, les deux scénarios ne se croisent pas directement (Drake et Flint ne se rencontrent jamais) ; les références sont assez rares, rendant difficile le suivi de la progression des deux histoires (détournement du vaisseau de Flint par Freeman, coup d'État à Neopolis, etc.).

## Histoire
À la suite de la banqueroute de l'industrie familiale et la mort de sa grand-mère, Drake décide de voyager à travers les océans dans le Harvester, dernier cargo de la Drake Enterprises. Le cargo est rapidement abordé par un groupe de mercenaires, pendant que Drake est de sortie à la suite d'un appel de détresse. Une fois de retour à bord de son cargo, il se retrouve face à sept mercenaires qui ne lui laissent d'autre choix que de les suivre.
Ces mercenaires sont à la recherche d'un trésor perdu. Nataniel est le seul à en connaître la vraie nature, mais il préfère rester mystérieux à sujet. Ils sont à sa recherche depuis plusieurs années, et la capture du Harvester vient de raviver leurs espoirs. Malgré cette spoliation, ils ne se montrent pas hostiles envers Drake. Au contraire, ils aimeraient l'intégrer au groupe.
Au début, les mercenaires doivent s'enrichir pour améliorer leurs vaisseaux. Ils rempliront donc quelques missions dans ce but, qui consistent notamment à éliminer des pirates. Une fois suffisamment armés, ils initient un long voyage, qui leur fait traverser tout Aqua. Drake se voit alors envoyé au fond d’un abysse, où se trouve un Biont. Drake le vainc, et gagne ainsi le respect des mercenaires.
Le groupe remplit diverses missions au gré du voyage. Dans l'une, Amitab et Drake doivent se rendre dans un entrepôt oublié du Capitaine Lopez, pour trouver des informations supplémentaires sur le trésor. Le groupe de mercenaires rencontre ensuite une confrérie concurrente, l'Ordre, qui veut à tout prix les détruire pour rester la seule sur le chemin du trésor. Le groupe subit des pertes sous les attaques répétées de l'Ordre, mais il parvient à défendre le Harvester à chaque assaut. Le lieutenant Hamlet et Queen Strega sont les dirigeants de ces assauts, et seront tués par les mercenaires.
Dans la dernière mission, Drake ouvre les docks d'un gigantesque sous-marin d'avant-guerre, un des premiers vaisseaux conçus par la Drake Enterprises. À l'intérieur de celui-ci, il trouve le trésor que cherche Nataniel depuis tant d'années, mais aussi de sombres secrets...

### Personnages
| - William Drake : le personnage principal - Amitab : le chef des mercenaires - Stoney : mercenaire - May Ling : mercenaire - Angelina : mercenaire | - Nataniel : mercenaire, très mystérieux - Animal : mercenaire, ancien Crawler - Fuzzyhead : mercenaire, mécanicien - Queen Strega : une ennemie à la solde de l'Ordre - Lieutenant Hamlet : un ennemi à la solde de l'Ordre |

## Système de jeu
À l'instar d’Archimedean Dynasty, le joueur a le choix entre quatre vaisseaux, qui pourront être améliorés tout au long du jeu. La manœuvre des vaisseaux reste conforme à AquaNox, à ceci près qu'il est désormais possible d'effectuer des roulades, de pivoter dans toutes les directions et qu'un système de visée automatique a été ajouté. Les missions se divisent en une série d'objectifs primaires et secondaires, et Drake gagne à la fois de l'argent et du matériel à la fin de chaque mission (qu'il utilisera ou revendra). Cependant, le système économique a changé : le prix de vente est désormais inférieur à celui d'achat.
Tout comme dans Archimedean Dynasty, Drake doit se rendre dans les divers endroits du cargo ou de la ville dans laquelle il se trouve pour pouvoir parler aux personnes présentes. Cependant, le joueur n'a toujours pas la possibilité d'interagir sur les dialogues. De plus, là où les dialogues d'Archimedean Dynasty et d’AquaNox étaient pimentés par le cynisme et l'ego démesuré de Flint, les dialogues d’AquaNox 2 manquent de profondeur, notamment à cause de la timidité et du manque d'assurance du personnage de Drake.
Le niveau de difficulté d’AquaNox 2 reste tout aussi élevé que celui de ses prédécesseurs, si ce n'est plus : il n'est toujours pas possible de sauvegarder durant une mission et il n'y a aucun checkpoint, mais il faut en plus se soucier de ses alliés : là où ceux d'AquaNox étaient constamment invincibles, les alliés de Drake seront pleinement exposés au feu de l'ennemi et risqueront de mourir, obligeant le joueur à recommencer la mission si cela devait se produire.

### Vaisseaux
Le joueur a, à sa disposition, quatre vaisseaux :
- Salty Dog – un faible et petit vaisseau utilisé au début du jeu
- Mighty Maggie – un bombardier lourd
- Lacewing – un vaisseau Crawler très rapide
- Deimos – vaisseau prototype volé à Neopolis, fruit des dernières recherches scientifiques

## Musique
La musique du jeu a été composée par Kay Walter, de l'entreprise Reflex-Studio, et par son associé Henning Nugel (pour les morceaux à la guitare). Kay Walter a également composé les musiques des cinématiques et les effets sonores. Lors de la conception de la musique, la volonté de l'éditeur était de satisfaire les exigences du marché international : là où AquaNox avait séduit le public européen avec son style techno-industriel, le public américain voulait une nouvelle orientation, tournée vers la musique d'ambiance pour les scènes calmes, et les guitares électriques pour pimenter les dogfights. Kay Walter a tenté de prendre en compte toutes ces attentes, ce qui a résulté en un répertoire très diversifié : 11 musiques instrumentales, 2 d'ambiance et 5 de guitare, soit 18 en total, en un délai de 5 mois. Contrairement à AquaNox, il n'y a aucune musique vocale, pour que le joueur puisse mieux se concentrer sur les dialogues avec les autres personnages, durant les missions.
Les missions du jeu sont scriptées, et les musiques sont sélectionnées à chaque mission selon un schéma général qui peut être résumé ainsi : musique à suspense en début de mission, guitare électrique lors des combats, ambiance en fin de combat et instrumental en fin de mission.
Les morceaux pour les dogfights font intervenir des guitares électriques saturées et ont un rythme effréné, tandis que les musiques d'ambiance et instrumentales sont tristes et renforcent la sensation d'isolement et de désespoir.

## Accueil
La critique s'accorde sur le fait que les graphismes restent agréables, mais moyens comparés aux autres jeux du moment. Le contrôle des vaisseaux est difficile, d'une part à cause des touches de mouvement qui sont trop sensibles, et d'autre part par le level-design qui rend les déplacements difficiles. Les missions restent trop classiques et trop répétitives pour un jeu d'arcade, ce qui fait dire à Gamekult : « ce manque d'évolution dans un gameplay vieux de plusieurs années est un peu dommage ».
Le scénario est jugé fade, GameSpot reprochant même au héros d'être d'une « absurde naïveté ». Qui plus est, les critiques s'entendent sur le fait que le doublage des voix est de mauvaise qualité. Cependant, les remarques sont plus positives sur les musiques employées, qui ont le don de rythmer les combats et de correspondre à l'ambiance sous-marine.
Globalement, ce titre est surtout vu comme une amélioration d'AquaNox premier du nom, mais le manque d'originalité reste toujours d'actualité. IGN dira même de celui-ci qu'il s'agit d'un « énorme patch de 40 $ ».

## Postérité
Peu après la sortie d'AquaNox 2: Revelation, l'éditeur proposa au studio de développement de créer une adaptation PlayStation 2 du titre : AquaNox: The Angel's Tears (Les Larmes de l'Ange, en français). Reprenant l'histoire de Revelation, The Angel's Tears devait innover avec des effets spéciaux de meilleure qualité, de nouveaux modèles de sous-marins et de meilleurs graphismes, tout en permettant au joueur de manier les sous-marins à la troisième personne. Kay Walter, de Reflex-Studio, sera à nouveau sollicité pour composer la musique du jeu.
Initialement prévu pour octobre 2005, sa sortie fut annulée à la suite de la dissolution de Massive Development en mai 2005. En janvier 2007, JoWood passera un accord d'exclusivité avec Pinnacle Software pour éditer The Angel's Tears au Royaume-Uni, mais le titre ne sera toujours pas commercialisé. Depuis, le projet ne donnera plus aucune nouvelle.